# .by
.by為白俄羅斯國家及地區頂級域（ccTLD）的域名，也被德国非官方用于指代巴伐利亚人。此外也拥有俄罗斯文顶级域名.бел。该域名于1994年推出。

## 外部連結
- SCIS homepage
- IANA .by whois information（页面存档备份，存于）
- SCIS rules on the use of .by